# Mangareia
Mangareia is een geslacht van spinnen uit de  familie van de Desidae.

## Soorten
- Mangareia maculata Forster, 1970
- Mangareia motu Forster, 1970